# Гостьова книга
Гостьова́ кни́га — програмне забезпечення (зазвичай скрипт), що застосовується на вебсайтах та дозволяє їхнім відвідувачам залишати різні побажання, зауваження, короткі замітки, адресовані власникові або майбутнім відвідувачам. У зв'язку з цим гостьова книга є максимально спрощеним варіантом вебфорума.
Мінімальний набір функціонала для гостьової книги — можливість залишати повідомлення.
Гостьова книга є програмою на серверній мові програмування (наприклад, PHP). Як наслідок цього, хостинг, на якому передбачається розмістити гостьову книгу, повинен підтримувати виконання програм потрібною мовою; інакше можна скористатися спеціальними службами гостьових книг.
Гостьова книга — досить поширений спосіб зворотного зв'язку у Всесвітній павутині кінця XX століття.